# 대한민국의 잉글랜드 축구 리그 진출 선수 명단

## 프리미어리그(최상위 리그)
| # | 이름   | 구단                | 시즌      | 비고 | 근거자료 |
| - | ------ | ------------------- | --------- | ---- | -------- |
| 1 | 박지성 | 맨체스터 유나이티드 | 2005–2012 |      |          |
| 1 | 박지성 | 퀸스 파크 레인저스  | 2012–2013 |      |          |
| 2 | 손흥민 | 토트넘 홋스퍼       | 2015–현재 |      |          |

|| 3 || 황희찬 || align=left| 울버햄튼 원더러스 || 2021-현재 || align=left |  ||}

## EFL 챔피언십(2부 리그)
| # | 이름 | 구단 | 시즌 | 비고 | 근거자료 |
| - | ---- | ---- | ---- | ---- | -------- |
| 1 |      |      |      |      |          |
|   |      |      |      |      |          |
| 2 |      |      |      |      |          |

|| 마포중 || || 마포중

## 같이 보기
- en:List of foreign Premier League players
- 대한민국의 프랑스 축구 리그 진출 선수 명단
- 대한민국의 독일 축구 리그 진출 선수 명단
- 대한민국의 네덜란드 축구 리그 진출 선수 명단
- 대한민국의 이탈리아 축구 리그 진출 선수 명단
- 대한민국의 스페인 축구 리그 진출 선수 명단

## 참고 자료
- 역대 해외 축구 리그 진출 한국인 선수 명단 - 유럽지역 보관됨 2019-01-28 - 웨이백 머신